# Fuerzas Armadas Populares de Laos
Las Fuerzas Armadas Populares de Laos (LPAF; en lao: ກອງທັບປະຊາຊົນລາວ) o Ejército Popular de Laos (LPA) son las fuerzas armadas de la República Democrática Popular de Laos y la institución del Partido Popular Revolucionario de Laos, encargadas de proteger el país.

## Fuerzas activas
El ejército, de 29.100 efectivos, está equipado con 30 carros de combate principales. La sección marina del ejército, equipada con 16 patrulleras, cuenta con 600 efectivos. El ejército del aire, con 3.500 efectivos, está equipado con misiles antiaéreos y 24 aviones de combate (ya fuera de servicio).
Las milicias de autodefensa cuentan con unos 100.000 efectivos organizados para la defensa local. Las armas ligeras más utilizadas por el ejército laosiano son el fusil de asalto soviético AKM, la ametralladora PKM, la pistola Makarov PM y la ametralladora ligera RPD.

## Organización
Las LPAF están divididas en cuatro regiones militares, con su cuartel general en Vientián
- Región Militar Uno (Luang Phrabang)

- Región Militar Dos (Phonsavan)

- Región Militar Tres (Xépôn)

- Región Militar Cuatro (Pakxan)

Los estatutos del LPRP establecen que su liderazgo político sobre el ejército emana de la Comisión de Defensa y Seguridad Pública (DPSC) del Comité Central del LPRP y es la máxima institución de toma de decisiones en materia militar y de seguridad.

## Historia
Hasta 1975, las Fuerzas Armadas Reales de Laos eran las fuerzas armadas del Reino de Laos.
Al servicio de uno de los países menos desarrollados del mundo, las Fuerzas Armadas Populares de Laos (LPAF) son pequeñas, están mal financiadas y carecen de recursos eficaces. Su misión se centra en la seguridad fronteriza e interior, principalmente en la represión interna de los grupos disidentes y de oposición laosianos.
Esto incluye la represión de las manifestaciones del Movimiento de Estudiantes Laosianos por la Democracia de 1999 en Vientián, y la lucha contra los grupos insurgentes de etnia hmong y otros grupos de la población laosiana y hmong que se oponen al gobierno unipartidista marxista-leninista del LPRP y al apoyo que recibe de la República Socialista de Vietnam.
Junto con el Partido Popular Revolucionario Lao y el gobierno, el Ejército Popular Lao (LPA) es el tercer pilar de la maquinaria estatal, y como tal se espera que reprima los disturbios políticos y civiles y otras emergencias nacionales similares a las que se enfrenta el gobierno de Vientián. Según los informes, el LPA también ha mejorado sus capacidades para responder a los brotes de gripe aviar. En la actualidad, no se percibe ninguna amenaza externa importante para el Estado y la LPA mantiene lazos muy estrechos con el vecino ejército vietnamita (2008).
Según algunos periodistas, organizaciones no gubernamentales (ONG), organizaciones humanitarias y de derechos humanos, el Ejército Popular Lao ha incurrido repetidamente en atroces violaciones de los derechos humanos y en la práctica de la corrupción en Laos.Las FPLP y su inteligencia militar desempeñan un papel fundamental en la detención, encarcelamiento y tortura de presos extranjeros en la tristemente célebre prisión de Phonthong, en Vientián, y en el sistema de gulag comunista laosiano, donde estuvieron encarcelados los australianos Kerry y Kay Danes y donde podría estar encarcelado el activista cívico Sombath Somphone tras su detención en diciembre de 2012.
En 2013, se intensificaron los ataques del Ejército Popular de Laos contra el pueblo hmong, y los soldados mataron a cuatro maestros de escuela hmong desarmados, además de cometer otros abusos contra los derechos humanos, según el Consejo de Derechos Humanos de Laos, el Centro de Análisis de Políticas Públicas y otros organismos.

## Equipamiento

### Tanques, vehículos blindados y camiones[6][7][8][8][8][9]
| Foto                                               | Modelo                   | Tipo                                      | Origen                                    | Cantidad     | Notas |         |
| Tanques                                            | Tanques                  | Tanques                                   | Tanques                                   | Tanques      | Tanques                                                                                                  | Tanques |
| -------------------------------------------------- | ------------------------ | ----------------------------------------- | ----------------------------------------- | ------------ | --- | ------- |
|                                                    | T-72B1MS                 | Tanque de batalla principal               | Rusia                                     | ~50          | |         |
|                                                    | T-55                     | Tanque de batalla principal               | Unión Soviética República Popular Húngara | 85           | |         |
|                                                    | PT-76                    | Tanque ligero                             | Unión Soviética                           | 25           | En 1996 estaban en servicio 30. Actualmente están en servicio 25.                                        |         |
| APC/IFV                                            |                          |                                           |                                           |              | |         |
|                                                    | BTR-60PB                 | Vehículo blindado de transporte de tropas | Unión Soviética                           | 70           | Actualmente hay 70 en servicio. Se han visto BTR-60 en servicio en fecha tan reciente como enero de 2019 |         |
|                                                    | BTR-152                  | Vehículo blindado de transporte de tropas | Unión Soviética                           | Se desconoce | |         |
|                                                    | BTR-40                   | Vehículo blindado de transporte de tropas | Unión Soviética                           | 10           | |         |
|                                                    | BRDM-2M                  | Vehículo blindado                         | Unión Soviética Rusia                     | 20           | BRDM-2M actualizado suministrado por Rusia a finales de 2018. Al menos 10 en servicio                    |         |
| Vehículo blindado ligero/Vehículo de asalto ligero |                          |                                           |                                           |              | |         |
|                                                    | Dima DMT5070XFB          | Vehículo blindado de transporte de tropas | China                                     | Se desconoce | |         |
|                                                    | Tigre chino 4x4          | Vehículo de movilidad de infantería       | China                                     | Se desconoce | |         |
|                                                    | CS/VN3 4x4               | Vehículo de movilidad de infantería       | China                                     | Se desconoce | |         |
| Camión/Utilitario                                  |                          |                                           |                                           |              | |         |
|                                                    | KrAZ-6322                | Camión                                    | Ucrania                                   | Se desconoce | |         |
|                                                    | Ural-4320                | Camión mediano                            | Unión Soviética                           | Se desconoce | |         |
|                                                    | GAZ-3308                 | Camión mediano                            | Rusia                                     | Se desconoce | |         |
|                                                    | FAW Jiefang 141          | Camión mediano                            | China                                     | Se desconoce | |         |
|                                                    | Ural-43206               | Camión ligero                             | Unión Soviética                           | Se desconoce | |         |
|                                                    | GAZ-66                   | Camión plataforma                         | Unión Soviética                           | Se desconoce | |         |
|                                                    | Vehículos 4x4 BAIC       | Vehículo militar utilitario ligero        | China                                     | Se desconoce | |         |
|                                                    | UAZ-469                  | Vehículo militar utilitario ligero        | Unión Soviética                           | Se desconoce | |         |
|                                                    | BJ2022JC                 | Vehículo militar utilitario ligero        | China                                     | Se desconoce | |         |
|                                                    | PTS                      | Transporte anfibio sobre orugas           | Unión Soviética                           | Se desconoce | |         |
|                                                    | Shaanxi SX2190           | Puente de lanzamiento                     | China                                     | Se desconoce | |         |
|                                                    | Shaanxi SX2190           | Puente flotante                           | China                                     | Se desconoce | |         |
| Vehículos de ingeniería y apoyo                    |                          |                                           |                                           |              | |         |
|                                                    | Retroexcavadora XCMG     | Vehículo de ingeniería                    | China                                     | Se desconoce | |         |
|                                                    | Excavadora XCMG          | Vehículo de ingeniería                    | China                                     | Se desconoce | |         |
|                                                    | Cargadora de ruedas XCMG | Vehículo de ingeniería                    | China                                     | Se desconoce | |         |
|                                                    | XCMG XJY240WQ            | Vehículo de ingeniería                    | China                                     | Se desconoce | |         |
|                                                    | XCMG XJY240Z             | Vehículo de ingeniería                    | China                                     | Se desconoce | |         |

### Artillería[10][11][12]
| Foto | Modelo                                            | Tipo                              | Origen          | Cantidad     | Notas |
| ---- | ------------------------------------------------- | --------------------------------- | --------------- | ------------ | ----- |
|      | Dongfeng CS/SS4                                   | Sistema de mortero autopropulsado | China           | 14           |       |
|      | SR-5                                              | Lanzacohetes múltiple             | China           | 12           |       |
|      | BM-21 Grad                                        | Lanzacohetes múltiple de 122 mm   | Unión Soviética | 32           |       |
|      | BM-14                                             | Lanzacohetes múltiple             | Unión Soviética | 20           |       |
|      | 2S3 Akatsiya                                      | Obús autopropulsado de 152 mm     | Unión Soviética | Se desconoce |       |
|      | 122-HL-70                                         | Obús autopropulsado de 122 mm     | Laos            | 18           |       |
|      | PCL-09                                            | Obús autopropulsado de 122 mm     | China           | 12           |       |
|      | Obús M-30 de 122 mm                               | Obuses y cañones remolcados       | Unión Soviética | 15           |       |
|      | Obús de 122 mm 2A18 (D-30)                        | Obuses y cañones remolcados       | Unión Soviética | 20           |       |
|      | Cañón de campaña remolcado de 130 mm M1954 (M-46) | Obuses y cañones remolcados       | Unión Soviética |              |       |
|      | Obús M114 de 155 mm                               | Obuses y cañones remolcados       | Estados Unidos  | 12           |       |
|      | Obús M101                                         | 105 mm (remolcado): M-101         | Estados Unidos  | 20           |       |
|      | Obús M116[1]                                      | 75 mm (remolcado): Paquete M-116  | Estados Unidos  | 10           |       |

### Defensa aérea[13]
| Photo | Model                                                       | Type                            | Origin          | Quantity     | Notes                                                       |
| ----- | ----------------------------------------------------------- | ------------------------------- | --------------- | ------------ | ----------------------------------------------------------- |
|       | S-125 Neva/Pechora                                          | Sistema SAM de corto alcance    | Unión Soviética | Se desconoce |                                                             |
|       | 9K35 Strela-10                                              | Sistema SAM montado en vehículo | Unión Soviética | Se desconoce |                                                             |
|       | Sistema antiaéreo Yitian                                    | Misil tierra-aire               | China           | Se desconoce |                                                             |
|       | ZSU-23-4 Shilka                                             | Cañón antiaéreo autopropulsado  | Unión Soviética | Se desconoce |                                                             |
|       | Strela-2                                                    | Misil tierra-aire               | Unión Soviética | Se desconoce | Recibió 100 lanzadores de la Unión Soviética en los años 80 |
|       | Cañón automático de defensa antiaérea de 37 mm M1939 (61-K) | Cañón de defensa antiaérea      | Unión Soviética | Se desconoce |                                                             |
|       | 57 mm AZP S-60                                              | Cañón antiaéreo automático      | Unión Soviética | Se desconoce |                                                             |
|       | ZPU                                                         | Cañón antiaéreo automático      | Unión Soviética | Se desconoce |                                                             |
|       | ZU-23-2                                                     | Cañón antiaéreo                 | Unión Soviética | Se desconoce |                                                             |

### Armas[14][15][16][17][18]
| Photo | Model                    | Type                                               | Caliber                       | Origin                    | Notes |
| ----- | ------------------------ | -------------------------------------------------- | ----------------------------- | ------------------------- | --- |
|       | TT-33                    | Pistola semiautomática                             | 7,62×25 mm Tokarev            | Unión Soviética           | Pistolas de servicio estándar para las Fuerzas Armadas de Laos                                                   |
|       | PM                       | Pistola semiautomática                             | 9×18mm Makarov                | Unión Soviética           | Pistolas de servicio estándar para las Fuerzas Armadas de Laos                                                   |
|       | G2                       | Pistola semiautomática                             | 9x19mm Parabellum             | Indonesia                 | |
|       | JS 9 mm                  | Metralleta Bullpup                                 | 9×19mm Parabellum             | China                     | |
|       | Winchester Model 1200    | Escopeta de bombeo                                 | Calibre 12                    | Estados Unidos            | |
|       | Simonov SKS              | Fusil semiautomático                               | 7.62×39mm M43                 | Unión Soviética           | Uso limitado, utilizado únicamente con fines ceremoniales.                                                       |
|       | Mosin-Nagant             | Rifle de cerrojo                                   | 7.62×54mmR                    | Unión Soviética           | Uso limitado, en almacén.                                                                                        |
|       | 9A-91                    | Fusil de asalto, Carabina                          | 9x39mm                        | Rusia                     | Usado por las fuerzas especiales de Laos.                                                                        |
|       | AKM AKMS                 | Rifle de asalto                                    | 7.62×39mm                     | Unión Soviética           | Fusiles de servicio estándar para las Fuerzas Armadas de Laos, incluida la policía y el Ejército Popular de Laos |
|       | QBZ-95                   | Bullpup Fusil de asalto                            | 5.8×42mm DBP87 5.56×45mm NATO | China                     | Expedición estándar para las Fuerzas Especiales Laosianas y las Fuerzas Especiales de Policía.                   |
|       | Tipo 56                  | Rifle de asalto                                    | 7.62×39mm                     | China                     | |
|       | Tipo 81                  | Rifle de asalto                                    | 7.62×39mm                     | China                     | |
|       | AMD-65                   | Rifle de asalto                                    | 7.62×39mm                     | República Popular Húngara | |
|       | Pindad SS1               | Rifle de asalto                                    | 5.56×45mm NATO                | Indonesia                 | En 2014, Laos importó 35 SS1 V2 y SS1 V4.                                                                        |
|       | Pindad SS2               | Rifle de asalto                                    | 5.56×45mm NATO                | Indonesia                 | |
|       | M16A2                    | Rifle de asalto                                    | 5.56×45mm NATO                | Estados Unidos            | |
|       | IWI ACE                  | Rifle de asalto                                    | 7.62×39 mm                    | Israel Vietnam            | Laos recibió Galil ACE de fabricación vietnamita en enero de 2019.                                               |
|       | RPD                      | Ametralladora ligera                               | 7.62×39mm                     | Unión Soviética           | |
|       | Ametralladora PK         | Ametralladora de uso general                       | 7.62×54mmR                    | Unión Soviética           | |
|       | Ametralladora M60        | Ametralladora de uso general                       | 7.62×51mm NATO                | Estados Unidos            | |
|       | Ametralladora pesada KPV | Ametralladora pesada                               | 14.5×114mm                    | Unión Soviética           | |
|       | DShK                     | Ametralladora pesada                               | 12.7×108mm                    | Unión Soviética           | |
|       | Dragunov SVD             | Rifle de tirador designado, Rifle de francotirador | 7.62×54mmR                    | Unión Soviética           | |
|       | RPG-7                    | Granada propulsada por cohete                      | 40mm                          | Unión Soviética           | |
|       | RPG-2                    | Granada propulsada por cohete                      | 40mm                          | Unión Soviética           | |

### Morteros
- 81mm[19]

- 82mm[19]

- 120mm[20]

- Mortero M1938 de la Unión Soviética[19]

- Unión Soviética 120mm: M-43[19]

- Estados Unidos Mortero M2 de 4,2 pulgadas

## Accidentes
El 17 de mayo de 2014, el ministro de Defensa y vice primer ministro Douangchay Phichit murió en un accidente aéreo, junto con otros altos cargos.Los funcionarios iban a participar en una ceremonia para conmemorar la liberación de la Llanura de las Tinajas de las antiguas fuerzas del Gobierno Real de Laos. Su Antonov AN 74-300 de fabricación rusa con 20 personas a bordo se estrelló en la provincia de Xiangkhouang.